# 昆卡竞技俱乐部
昆卡竞技俱乐部（Club Deportivo Cuenca），厄瓜多尔昆卡市的一个足球俱乐部。

## 荣誉
- 厄瓜多尔足球甲级联赛 
  - 冠军(1): 2004
- 厄瓜多尔足球乙级联赛 
  - 冠军 (2): 1972 E2, 1995